# Diocesi di Kengtung
La diocesi di Kengtung (in latino Dioecesis Kengtunghensis) è una sede della Chiesa cattolica in Birmania suffraganea dell'arcidiocesi di Taunggyi. Nel 2021 contava 45.760 battezzati su 3.575.000 abitanti. È retta dal vescovo John Saw Yaw Han.

## Territorio
La diocesi comprende la parte orientale dello stato Shan in Birmania.
Sede vescovile è la città di Kengtung, dove si trova la cattedrale del Cuore Immacolato di Maria.
Il territorio è suddiviso in 22 parrocchie.

## Storia
La prefettura apostolica di Keng-tung fu eretta il 27 aprile 1927 con il breve In omnes orbis di papa Pio XI, ricavandone il territorio dal vicariato apostolico della Birmania Orientale (oggi diocesi di Taungngu).
Il 26 maggio 1950 la prefettura apostolica fu elevata a vicariato apostolico con la bolla Ad potioris dignitatis di papa Pio XII.
Il 1º gennaio 1955 il vicariato apostolico è stato elevato a diocesi con la bolla Dum alterna dello stesso papa Pio XII. Originariamente la diocesi era suffraganea dell'arcidiocesi di Mandalay.
Il 20 novembre 1975 ha ceduto una porzione del suo territorio a vantaggio dell'erezione della prefettura apostolica di Lashio (oggi diocesi).
Il 17 gennaio 1998 è entrata a far parte della provincia ecclesiastica dell'arcidiocesi di Taunggyi.

## Cronotassi dei vescovi
Si omettono i periodi di sede vacante non superiori ai 2 anni o non storicamente accertati.
- Erminio Bonetta, P.I.M.E. † (21 giugno 1927 - 22 febbraio 1949 deceduto)
- Ferdinando Guercilena, P.I.M.E. † (31 maggio 1950 - 19 settembre 1972 dimesso)
- Abraham Than † (19 settembre 1972 - 2 ottobre 2001 dimesso)
- Peter Louis Cakü † (2 ottobre 2001 - 20 febbraio 2020 deceduto)
  - Sede vacante (2020-2022)
- John Saw Yaw Han, dal 4 novembre 2022

## Statistiche
La diocesi nel 2021 su una popolazione di 3.575.000 persone contava 45.760 battezzati, corrispondenti all'1,3% del totale.
| anno | popolazione | popolazione | popolazione | presbiteri | presbiteri | presbiteri | presbiteri                | diaconi | religiosi | religiosi | parrocchie |
| anno | battezzati  | totale      | %           | numero     | secolari   | regolari   | battezzati per presbitero | diaconi | uomini    | donne     | parrocchie |
| ---- | ----------- | ----------- | ----------- | ---------- | ---------- | ---------- | ------------------------- | ------- | --------- | --------- | ---------- |
| 1950 | 7.501       | 900.000     | 0,8         | 23         | 23         |            | 326                       |         |           | 52        | 12         |
| 1970 | 26.168      | 1.200.000   | 2,2         | 14         | 4          | 10         | 1.869                     |         | 10        | 77        | 16         |
| 1980 | 34.500      | 579.000     | 6,0         | 12         | 9          | 3          | 2.875                     |         | 10        | 51        | 10         |
| 1988 | 37.024      | 802.000     | 4,6         | 24         | 22         | 2          | 1.542                     |         | 9         | 71        | 11         |
| 1999 | 52.105      | 961.689     | 5,4         | 31         | 31         |            | 1.680                     |         | 2         | 101       | 23         |
| 2000 | 54.326      | 971.896     | 5,6         | 32         | 32         |            | 1.697                     |         | 2         | 108       | 23         |
| 2001 | 56.849      | 984.858     | 5,8         | 29         | 29         |            | 1.960                     |         | 2         | 111       | 23         |
| 2002 | 60.669      | 999.858     | 6,1         | 23         | 23         |            | 2.637                     |         | 1         | 111       | 23         |
| 2003 | 45.018      | 1.000.500   | 4,5         | 25         | 25         |            | 1.800                     |         | 1         | 87        | 20         |
| 2006 | 58.000      | 1.028.000   | 5,6         | 30         | 30         |            | 1.933                     |         |           | 95        | 21         |
| 2013 | 62.600      | 2.283.500   | 2,7         | 33         | 33         |            | 1.896                     |         |           | 128       | 20         |
| 2016 | 55.161      | 3.422.400   | 1,6         | 36         | 36         |            | 1.532                     |         |           | 97        | 20         |
| 2019 | 45.000      | 3.512.940   | 1,3         | 41         | 36         | 5          | 1.097                     |         | 8         | 91        | 20         |
| 2021 | 45.760      | 3.575.000   | 1,3         | 36         | 34         | 2          | 1.271                     |         | 2         | 111       | 22         |